# حدوة الحصان الهالية
حدوة الحصان الهالية (باللاتينية: Hippocrepis areolata) نوع نباتي يتبع جنس حدوة الحصان من الفصيلة البقولية.

## الموئل والانتشار
موطن هذا النوع في بلاد الشام ومصر والمغرب العربي.

## مرادفات للاسم العلمي
- (باللاتينية: Hippocrepis bicontorta Loisel.)